# Linowo (powiat szczycieński)
Linowo (niem. Leynau, 1938–1945 Leinau) – wieś w Polsce położona w województwie warmińsko-mazurskim, w powiecie szczycieńskim, w gminie Dźwierzuty. W latach 1975–1998 miejscowość należała administracyjnie do województwa olsztyńskiego.
Dawna wieś królewska, położona na północ od Szczytna i na wschód od jeziora Sasek Wielki. Zabudowania murowane pochodzą w większości z pierwszej połowy XX w. 

## Historia
Lokowana była w 1387 r. nad jeziorem Linowskim, przez wielkiego mistrza Konrada Zöllnera von Rotensteina. Wieś powstała w miejscu dwu małych majątków rycerskich, niejakiego Staśka i Macieja. 
Budynek szkoły wzniesiony został w latach 1915-1916.